# ロマン・コンドラチェンコ
ロマン・イシドロヴィチ・コンドラチェンコ（ロシア語: Роман Исидорович Кондратенко；ウクライナ語：Роман Ісидорович Кондратенко；ロシア語ラテン翻字: Roman Isidorovich Kondratenko, 1857年10月12日 - 1904年12月15日）は、帝政ロシアの軍人。ウクライナ人。日露戦争当時のシベリア第7狙撃兵師団長。旅順攻囲戦における実質的なロシア軍側の司令官。陸軍中将。

## 生涯

### 経歴
ロマン・コンドラチェンコはチフリスに生まれた。父はウクライナ人の退役少佐で、貴族化されたウクライナ・コサックの出身だった。家は貧しく、幼い頃から働きに出された。兄の援助のおかげで、ポロツク軍事中学校に入校できた。1874年に優秀な成績で卒業し、ペテルブルクのニコラエフ工兵学校（士官学校）に進んだ。
1877年に工兵学校を卒業し、中尉に任官、その後工兵へと進む。当初、故郷のチフリスに駐屯する第1工兵大隊に配属された。1879年、工兵アカデミーに入校し、近代要塞築城技術・戦術を学びロシア軍随一の要塞築城の権威となる。アカデミーを首席で卒業した後、バツーミに送られ、そこで築城技術を実地に移した。1884年、三等聖スタニスラフ勲章を授与され、大尉に昇進。バツーミでは、請負業者の詐欺に遭ったが、上司の理解を得て大事には至らず、参謀本部アカデミーに推薦された。
1885年、参謀本部アカデミーに入校し、1886年に首席で卒業した。1886年～1894年、ヴィレンスク軍管区参謀部で勤務し、大佐にまで昇進した。1895年、ウラル軍管区参謀長に任命されたが、間もなく第20狙撃連隊長となった。1900年始め、ペテルブルクに設置された建軍委員会の業務に移ったが、日本との関係悪化に伴い極東に赴任する。

### 旅順要塞に着任
日露戦争開戦前の1901年、参謀部管区当直将官として沿アムール軍管区に転任。1903年11月には、少将に昇進し、旅順要塞防衛の任に当たる第7東シベリア狙撃旅団長（1904年に師団に昇格）に就任する。しかし前要塞築城責任者が予算を私的に流用したりしていたため、旅順要塞の主要部分は未完成であった。その様子を見て落胆した彼は、同僚に宛てて「何処に要塞があるというのだ。旅順には要塞と呼べる施設は何処にも無い」としたためた手紙を書いている。
着任翌日より来襲が予想される日本軍から旅順を防衛するために自ら要塞築城の陣頭指揮に当たる。旅順要塞司令官アナトーリイ・ミハイロヴィチ・ステッセリ（またはステッセル）中将は、コンドラチェンコの能力を信頼しほとんどの要塞防衛作戦計画を一任したため、要塞築城や防衛計画に関して専門家である彼のセンスを遺憾なく発揮することができ、旅順要塞を短期間で永久防塁に固められた近代要塞に変貌させた。

### 旅順攻囲戦

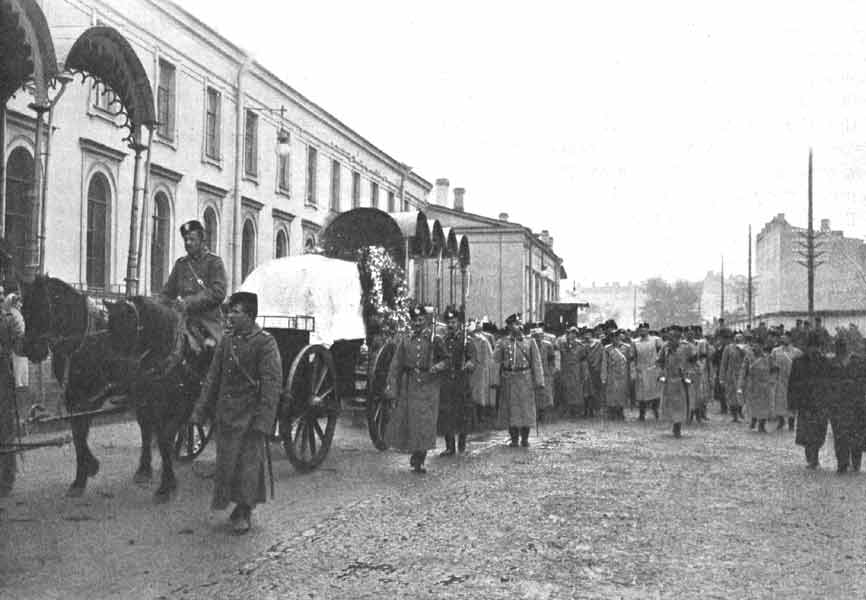
サンクトペテルブルクに到着したコンドラチェンコの遺体（1905年9月25日）

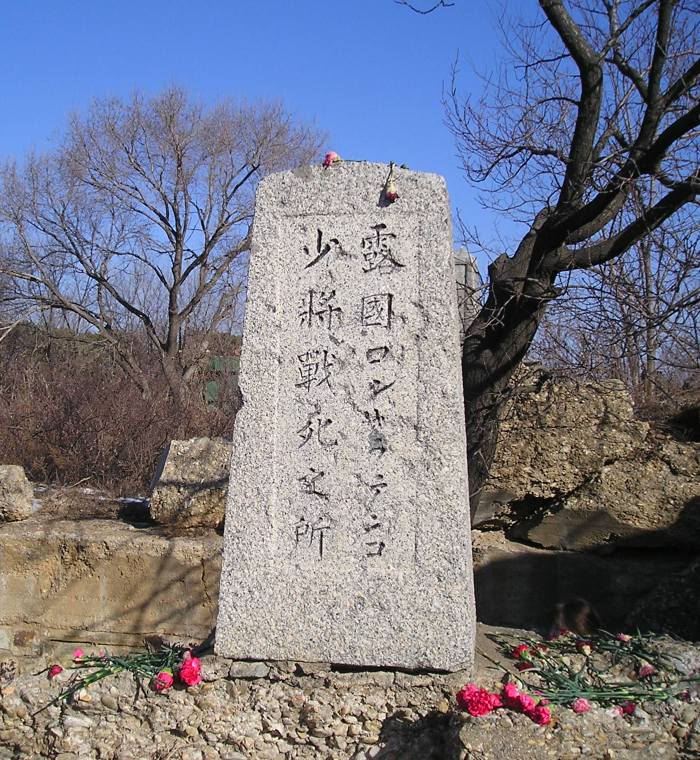
旅順要塞の陥落後、コンドラチェンコが戦死した地に、日本軍が建立した記念碑

1904年、日本第3軍による旅順攻撃が開始された際にも常に前線に立ち部下将兵を鼓舞し続けた。旅順港内のロシア太平洋艦隊（旅順艦隊）から艦載砲を陸揚げした上で各要塞に配備して砲撃力を高め、堡塁からの機関銃による十字砲火や手榴弾・地雷・高圧電流を流した有刺鉄線を効果的に利用して日本軍歩兵の銃剣突撃を防ぎ、弾薬不足を補うために海軍から余剰武器を転用し、機雷を敵兵に向けて投げ落としたり、大砲に魚雷を装填して砲撃するなどの戦法も工夫し、日本軍に大きな損害を与えることに成功する。
またステッセリから叙勲権代行の権利を受けると、功績のあった将兵に自ら勲章を授与して激励した。部下将兵もコンドラチェンコの姿に勇気付けられ、必死になって戦った。
12月5日に203高地が陥落、日本軍による砲撃によって旅順艦隊が全滅する。それでも彼の闘争心は衰えず、将兵を励まし続けたので兵士の士気も高かった。12月15日、東鶏冠山北堡塁の将兵を激励する為、コンドラチェンコ自身が視察に訪れた。一人の兵士に勲章を与え激励し、その場から離れようとしたその時に、日本軍の二十八糎砲の砲弾の直撃を受け戦死した。コンドラチェンコの戦死は将兵たちに衝撃を与え、士気が大きく低下したと言われる。ステッセリが旅順開城・降伏を申し出たのは1905年1月1日のことであった。
日露戦争時のコンドラチェンコの活躍はロシア国内でも大きな話題となり、終戦後、彼の遺体をペテルブルクに埋葬することが決定された。遺体は、海路でオデッサまで運ばれ、陸路は鉄道で運ばれたが、駅では人だかりの山ができた。彼の遺体はアレクサンドル・ネフスキー大修道院の墓地に埋葬された。ニコラエフ工兵学校、第20連隊（スヴァルキ）、ポロツク幼年団には、彼の記念碑が建てられた。

## 評価
日本・ロシア双方から、「日露戦争に於けるロシア軍屈指の名将」と高く評価されている。戦死した場所には、旅順要塞が陥落した後にコンドラチェンコの武勇を惜しんだ日本軍が記念碑を建立し、現存している。戦場では勇猛でありながら普段は寡黙で温厚な性格の持ち主で、他人の意見を良く聞き、指揮系統が混乱した旅順要塞内において調停役を能く勤めた。
一流の軍人としてのセンスを持ち、自ら進んで陣頭指揮をする勇猛さと、部下将兵と苦楽を共にすることを厭わず、将兵一人一人に気を配り部下の心を掌握する彼に対し、部下将兵は「わが将軍」と呼んで慕い、同僚からの評価・信頼も高かったと言われる。
一方で批判もある。コンドラチェンコは独断専行の傾向があり、要塞から出撃して野戦を行う様しばしば主張した。コンドラチェンコの師団は7月3日に歪頭山・剣山に対して攻撃をかけ、塹壕にこもる日本軍の前に大きな損害を受けている（この際、ロシア軍の戦法を模倣した日本軍は、機関銃銃座を構築して十字砲火を浴びせ、ロシア軍を撃退している）。もしコンドラチェンコが旅順要塞の総司令官であれば、無謀な出撃によって自滅していた可能性もある。
長身で色白の美男子であったため女性からの人気も高かった。ステッセリの夫人は彼を特に気に入り、何度となく誘いを掛けたといわれている。ステッセリは「妻とコンドラチェンコを二人きりにさせない様にして欲しい」と幕僚達に頼んでいた、という逸話が残っている。

## 勲章
- 剣付き聖アンナ三等勲章（1889年）
- 剣付き聖スタニスラフ二等勲章（1892年）
- 剣付き聖ウラジミル四等勲章（1899年）
- 聖ゲオルギー四等勲章（1904年）
- 聖ゲオルギー三等勲章（1905年）